# Wild and Peaceful
Albums de Kool & the Gang
Good Times
(1972) Light of Worlds
(1974)
Singles
1. Funky Stuff
Sortie : septembre 1973
2. Jungle Boogie (en)
Sortie : 24 novembre 1973
3. Hollywood Swinging (en)
Sortie : 6 avril 1974

Wild and Peaceful est le quatrième album studio du groupe de funk Kool & the Gang, sorti en septembre 1973. 
C'est leur album de percée commerciale, connaissant un succès important dans le palmarès Billboard R&B, atteignant le no 6 et se classant pendant 36 semaines ainsi que la 33e place du Billboard Top LPs & Tape aux États-Unis. L'album est également certifié disque d'or par la RIAA.

## Liste des pistes
| 1. | Funky Stuff        | Kool and the Gang                               | 3:00 |
| 2. | More Funky Stuff   | Kool and the Gang                               | 2:50 |
| 3. | Jungle Boogie      | - Ronald Bell - Kool and the Gang               | 3:03 |
| 4. | Heaven at Once     | - Ronald Bell - Robert Bell - Kool and the Gang | 5:01 |
| 5. | Hollywood Swinging | - Ricky West - Kool and the Gang                | 4:36 |

| 1. | This Is You, This Is Me  | - George Brown - Kool and the Gang  | 5:23 |
| 2. | Life Is What You Make It | - Dennis Thomas - Kool and the Gang | 3:53 |
| 3. | Wild and Peaceful        | - Ronald Bell - Kool and the Gang   | 9:26 |

## Musiciens
Crédits adaptés du livret de l'album.
- Robert Bell – basse, chant
- George Brown – batterie, percussions, chant
- Ricky West – piano électrique, chant
- Claydes Smith – guitare
- Dennis Thomas – saxophone alto, flûte, congas, chant
- Ronald Bell – saxophones ténor et soprano, chant
- Robert Mickens – trompette, chant

Musiciens supplémentaires
- Don Boyce – chœurs (3)
- Rory Bell – chœurs (4)
- Tomorrow’s Edition (Jerome Gourdine, Aaron Mathis, Wesley Thomas) – chœurs (6)

## Classements et certifications
| Classement (1973–74)       | Meilleure position |
| -------------------------- | ------------------ |
| Canada (RPM 100 Albums)    | 53                 |
| États-Unis (Billboard 200) | 33                 |
| États-Unis (Top Soul LPs)  | 6                  |

| Classement (1974)         | Position |
| ------------------------- | -------- |
| États-Unis (Top Soul LPs) | 16       |

### Certifications
| Pays                                  | Certification | Ventes   |
| ------------------------------------- | ------------- | -------- |
| États-Unis (RIAA)                     | Or            | 500 000^ |
| ^Mise en rayon selon la certification |               |          |